# Rondeletia
Rondeletia es un género de plantas con flores del orden de las Gentianales de la familia de las Rubiaceae.

## Especies selectas
- Rondeletia alaternoides A.Rich. - vigueta blanca de Cuba[2]
- Rondeletia amoena Hemsl.
- Rondeletia anomala Veitch
- Rondeletia aspera Standl.
- Rondeletia bertieroides Standl.
- Rondeletia buxifolia
- Rondeletia calycosa Donn.Sm.
- Rondeletia chinajensis Standl. & Steyerm.
- Rondeletia costaricensis Standl.
- Rondeletia odorata Jacq.
- Rondeletia portoricensis Krug & Urb.
- Rondeletia rubens L.O.Williams
- Rondeletia tormentosa Sw.
- Rondeletia vacciniifolia Britton
- Rondeletia venezuelensis Steyerm.

## Sinonimia
- Petesia P.Browne (1756).
- Lightfootia Schreb. (1789).
- Willdenovia J.F.Gmel. (1791).
- Zamaria Raf. (1820), nom. nud.
- Arachnimorpha Desv. ex Ham. (1825).
- Siphonandra Turcz. (1848).
- Arachnothryx Planch. (1849).
- Rogiera Planch. (1849).
- Otocalyx Brandegee (1914).
- Javorkaea Borhidi & Jarai-Koml. (1983).
- Renistipula Borhidi (2004).
- Rovaeanthus Borhidi (2004).[3]